# Карпенко-Каражелясков, Стефан Константинович
Стефан Константинович Карпенко-Каражелясков (партийный псевдоним Карпенко, настоящая фамилия Каражелясков; 1890, Чумлекиой, Аккерманский уезд, Бессарабская губерния — 10 июня 1938, Краснодар) — русский революционер болгарского происхождения, позже советский государственный деятель. 

## Биография
Родился в болгарской колонии Чумлекиой Иваново-Болгарской волости (Аккерманский уезд). В 1918 году окончил 4 курса агрономического факультета Киевского политехнического института. В 1909—1919 годах — член партии левых социалистов-революционеров, активист её низовых ячеек. В 1919 году вступил в РКП(б). В том же году — заместитель заведующего отделом городской управы, боец рабочего батальона и член коллегии уездного земельного отдела в Проскурове Каменец-Подольской губернии.
С 6 октября 1919 года — в Нижегородском губернском управлении хозяйствами Народного комиссариата земледелия РСФСР (Губсовхоз). С 16 октября 1919 года — председатель совета народного хозяйства Нижнегородского губернского исполнительного комитета (ГИК), с 24 января 1920 года — член коллегии его земельного отдела. С 15 мая 1920 года — заведующий подотделом советских хозяйств земельного отдела Нижегородского ГИК, с января 1922 года — заместитель заведующего земельным отделом ГИК, с 4 марта 1922 года по 18 декабря 1922 года — вновь заведующий подотделом советских хозяйств земельного отдела ГИК. Кандидат в члены Нижегородского ГИК (28 февраля 1920 — 23 июля 1920), член правления Нижегородского ГО Союза работников земли (9 июня 1920 — 24 ноября 1920), член правления Нижегородского ГО Союза работников земли и леса (24 ноября 1920 — 8 декабря 1922), делегат V, VI, VII, IX и X губернского съезда СРКиКД, XI губернской конференции РКП(б), II Всероссийского съезда Союза работников земли и леса.
С января 1923 года по июнь 1926 года — заместитель Наркома земледелия Казахской АССР. Член КазЦИК (1924—1926). В 1926—1930 годах — заместитель заведующего Северо-Кавказским краевым земельным управлением и директор Северо-Кавказского краевого треста совхозов в Ростове-на-Дону. В 1930—1933 годах — директор Новочеркасского зернового института.
С 1933 года и до ареста в 1937 году — директор Краснодарской высшей сельскохозяйственной школы (с 1936 года — Краснодарский сельскохозяйственный институт).
Арестован 8 октября 1937 года по статье 58/10/11 УК РСФСР, осуждён 10 июня 1938 года и расстрелян в тот же день. Реабилитирован Военной коллегией ВС СССР 22 января 1957 года.

## Семья
- Первая жена (до 1919 года) — Христина Шидловская.
  - Дочь — Елена Стефановна Каражеляскова, была замужем за инженером-архитектором Ильёй Самуиловичем Фрейдманом. Их дочь — актриса и театральный педагог Юнона Ильинична Карева.
- Вторая жена — Метта Карловна Карпенко-Заволжская (1894, Либава — 1938, Краснодар), член ВКП(б) с 1924 года, помощник секретаря газеты «Нижегородская коммуна», зав. отделом редакции газеты «Советский пахарь» и Севкавиздатом. Арестована 4 ноября 1937 года, расстреляна 5 сентября 1938 года[3].